# Henrick de Keijserbrug
De Henrick de Keijserbrug (brug 77) is een vaste brug in Amsterdam-Centrum.
De brug is gelegen in de westelijke kade van de Amstel en overspant de Achtergracht. Het is sinds 1870, het jaar waarin een groot deel van de gracht werd gedempt, de enige overgebleven brug van de drie. De andere twee lagen ter hoogte van de Utrechtsestraat en in de zuidelijke kade van de Reguliersgracht. Voorts is het de enige overgebleven brug van vier tussen de Amstelsluizen en de Hoge Sluis. De Amstel kruiste hier twee grachten, Achtergracht en Nieuwe Achtergracht en Amstelgracht. Alleen brug 77 bleef over, de andere drie werden na demping overbodig.
Er ligt hier al eeuwen een brug. Zowel Daniël Stalpaert als Frederick de Wit tekende de brug op hun plattegronden uit 1662 en 1688. Op de kaart van Stalpaert was nog nauwelijks enige bebouwing te zien (het was een ontwerpindeling), op de kaart van De Wit is Amsterdam al volgebouwd tot aan de Amstel, maar aan de overzijde is alleen dichte bebouwing te zien aan de Weesperstraat, maar die huizenrijen werden in 20e eeuw gesloopt ten behoeve van de verbreding van de Weesperstraat. De huidige brug 77 dateert van 1909. De brug, zelf geen monument, geeft uitzicht op de vele rijksmonumenten aan de noordelijke en zuidelijke gevelwand van de Achtergracht, maar ook op de rijksmonumenten de Amstelsluizen en Koninklijk Theater Carré aan de overzijde van de Amstel.
De brug is vernoemd naar Hendrick de Keyser, stadsarchitect op de grens van de 16e eeuw en 17e eeuw. De moderne geschiedenis van de brug begint in 1908. Nadat het grootste deel van de Achtergracht gedempt is, zit de gemeente met deze brug in haar maag. Ze wilde ook het laatste deel tussen Frederiksplein en Amstel dempen, maar op dat deel van de Achtergracht stonden pakhuizen, die nog in gebruik waren. De demping verdween van tafel, maar toen de brug vervangen moest worden kwam een dilemma. Handhaving van de aanwezige laag gelegen basculebrug was te duur (in 1907 zou de brug maar 63 keer geopend zijn), een vaste brug op die hoogte belemmerde de toegang tot de pakhuizen te veel. Er werd besloten een ijzeren liggerbrug neer te leggen op een hoogte van ten minste 2,15 m Amsterdams Peil. Daartoe moesten de hellingen naar en van de brug bijna 65 centimeter verhoogd worden. Er kon 12.000 gulden bespaard worden aan materiaal, maar ook aan het wegbezuinigen van de brugwachter van de basculebrug. In december 1908 konden aannemers hun offerte verstrekken voor de sloop van de basculebrug en plaatsen van een nieuwe brug, die ontworpen van door de Dienst der Publieke Werken. In 1909 werd de brug neergelegd. In 1935 moest het dek van de brug vervangen worden. In 2015 was er nog groot onderhoud aan de brug, hetgeen terug te vinden is in het nieuwe metselwerk, voornamelijk aan de walkanten.

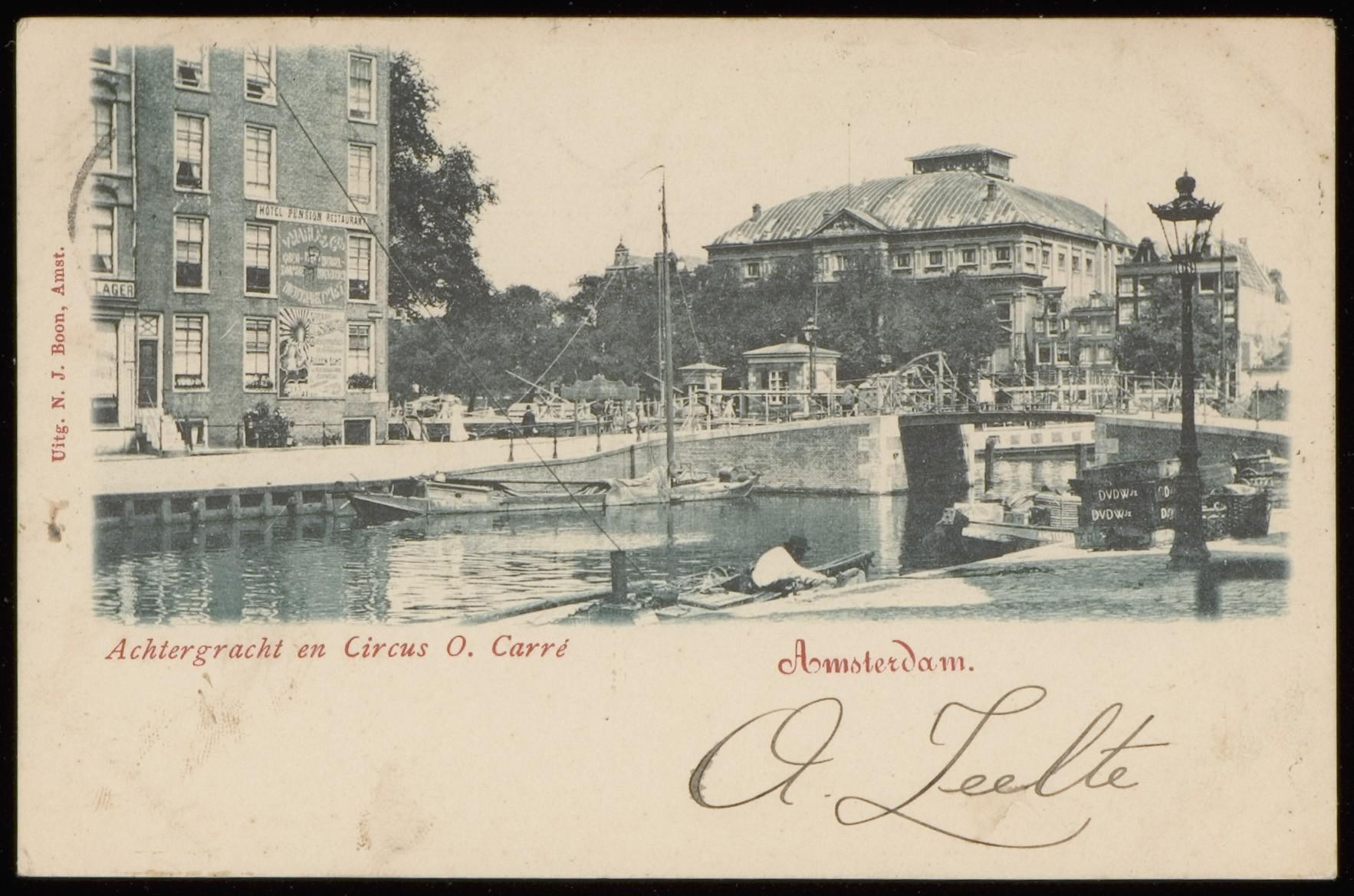
De basculebrug op een ansichtkaart uit circa 1900

1 · 2 · 3 · 4 · 5 · 6 · 7 · 8 · 9 · 10 · 11 · 12 · 13 · 14 · 15 · 16 · 17 · 18 · 19 · 20 · 21 · 22 · 23 · 24 · 25 · 26 · 27 · 28 · 29 · 30 · 31 · 32 · 34 · 35 · 36 · 37 · 38 · 39 · 40 · 41 · 42 · 43 · 44 · 45 · 46 · 47 · 48 · 49 · 50 · 51 · 52 · 53 · 54 · 55 · 56 · 57 · 58 · 59 · 60 · 61 · 62 · 63 · 64 · 65 · 66 · 67 · 68 · 69 · 70 · 71 · 72 · 73 · 74 · 75 · 76 · 77 · 78 · 79 · 80 · 81 · 82 · 84 · 85 · 86 · 87 · 88 · 89 · 90 · 91 · 92 · 93 · 94 · 95 · 96 · 97 · 98 · 99 · >>>
Brugnummers 33 en 83 zijn niet (meer) vergeven